# Iisalmi
Iisalmi (svédül: Idensalmi) egy város Finnország Észak-Savo régiójában. Lakossága a 2016-os népszámlálás adatai szerint  21 947 fő,  területe 872,13 négyzetkilométer, amelyből 109,22 négyzetkilométer víz. A népsűrűség a 28,77 lakos négyzetkilométerenként. Az önkormányzat nyelve finn.

## Története
Iisalmi első említése 1627-re tehető, amikor megépült a ma Öreg templomnak nevezett épület helyén épült templom. Az 1700-as évektől kereskedelmi központnak számít, városi rangra 1891-ben emelték. A 18. századi svéd fennhatóság alatt folyamatos hadakozás volt az Orosz Birodalommal a terület fennhatósága miatt. Bár az egyik legnagyobb svéd győzelem 1808-ban Iisalmi mellett történt, később a svédek kénytelenek voltak átadni a területet. 
Iisalmi fejlődésének mozgatórugója az 1902-ben megépülő vasútvonal volt, amely sokáig kizárólag idáig volt villamosítva, majd 2006-ban lett Ouluig a vonal meghosszabbítva.

## Demográfia
A település demográfiai adatai 1980 és 2020 között.
| Iisalmen lakossága 1980–2020 | Iisalmen lakossága 1980–2020 | Iisalmen lakossága 1980–2020 | Iisalmen lakossága 1980–2020 | Iisalmen lakossága 1980–2020 |
| ---------------------------- | ---------------------------- | ---------------------------- | ---------------------------- | ---------------------------- |
| Év                           |                              |                              | Lakosságszám                 |                              |
| 1980                         | 1980                         |                              | 22 648                       | 22 648                       |
| 1985                         | 1985                         |                              | 23 612                       | 23 612                       |
| 1990                         | 1990                         |                              | 23 979                       | 23 979                       |
| 1995                         | 1995                         |                              | 24 042                       | 24 042                       |
| 2000                         | 2000                         |                              | 23 113                       | 23 113                       |
| 2005                         | 2005                         |                              | 22 482                       | 22 482                       |
| 2010                         | 2010                         |                              | 22 095                       | 22 095                       |
| 2015                         | 2015                         |                              | 22 083                       | 22 083                       |
| 2020                         | 2020                         |                              | 21 374                       | 21 374                       |
|                              |                              |                              |                              |                              |

## Kerületei és városrészei
Ahmo, Huotari, Haapasaari, Hernejärvi, Iisalmi, Jokela, Jordan, Kangas, Kangaslampi, Kihmula, Kilpisaari, Kirma, Kirkonsalmi, Kotikylä, Kurenpolvi, Kääriänsaari, Lappetelä, Luuniemi, Makkaralahti, Marjahaka, Nerkoo, Nerkoonniemi, Niemisjärvi, Ohenmäki, Paloinen, Pappila, Partala, Peltosalmi, Pihlajaharju, Pitolamminmäki, Porosuo, Pölönmäki, Pöllösenlahti, Pörsänmäki, Rohmula, Ruotaanlahti, Runni, Ruotaanmäki, Ryhälänmäki, Sankariniemi, Savipelto, Soinlahti, Sourunsalo, Touhula, Ulmala, Valkeamäki, Varpanen, Vieremäjärvi, Viitaa.

## Gazdaság
- Olvi – a legnagyobb független finn sörfőzde székhelye és egyik gyára található[4]
- Gelenec – hangfal-gyártó márka székhelye[5]
- A városban található a Kuappi étterem, mely a Guinness Rekordok Könyvébe bejegyzett rekorder, mint a világ legkisebb (8 négyzetméteres) nyilvános étterme

## Kultúra
A legismertebb Iisalmi zenekar, egy humoros country-rock zenekar a Halavatun Papat.
20. századi zeneszerző Joonas Kokkonen itt született, csakúgy mint énekes-dalszerző Jaakko Teppo és jazz-zongorista és zeneszerző Jarmo Savolainen.

## Testvérvárosok
- Notodden, Norvégia
- Pécel, Magyarország
- Nyköping, Svédország
- Lüneburg, Németország
- Nykøbing Falster, Dánia
- Kirishi, Oroszország
- Võru, Észtország

## Galéria

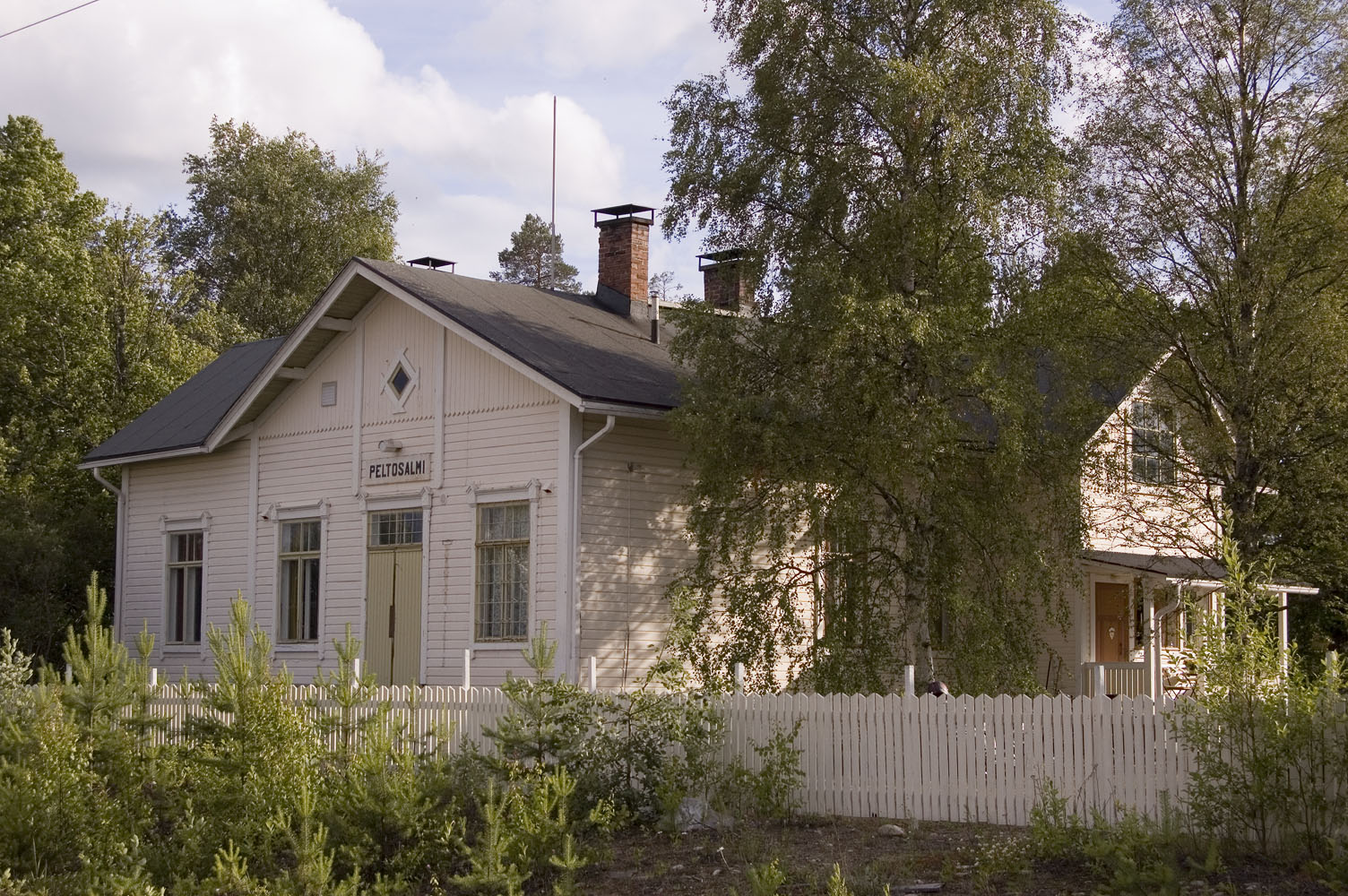
Vasútállomás
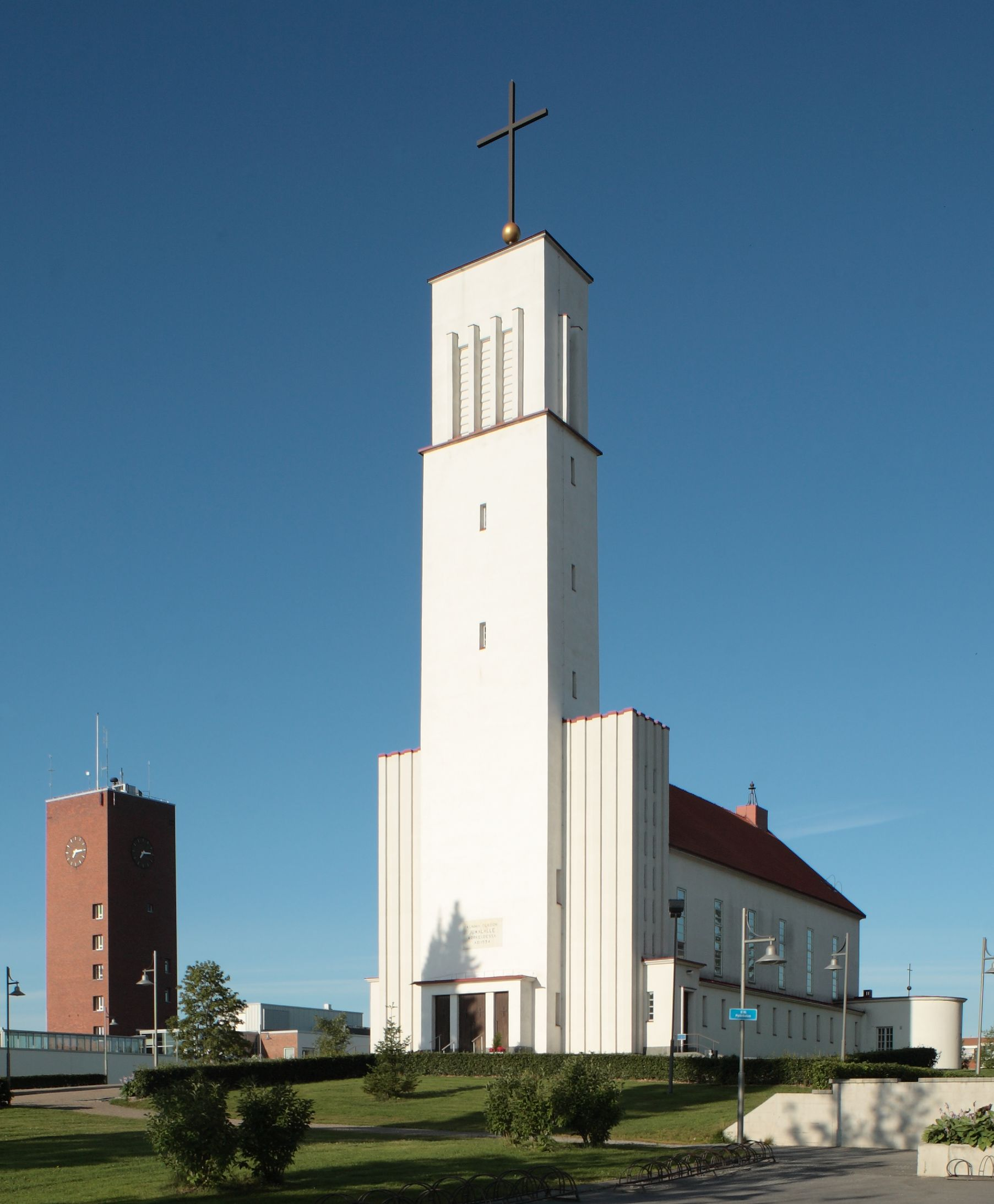
Az új templom
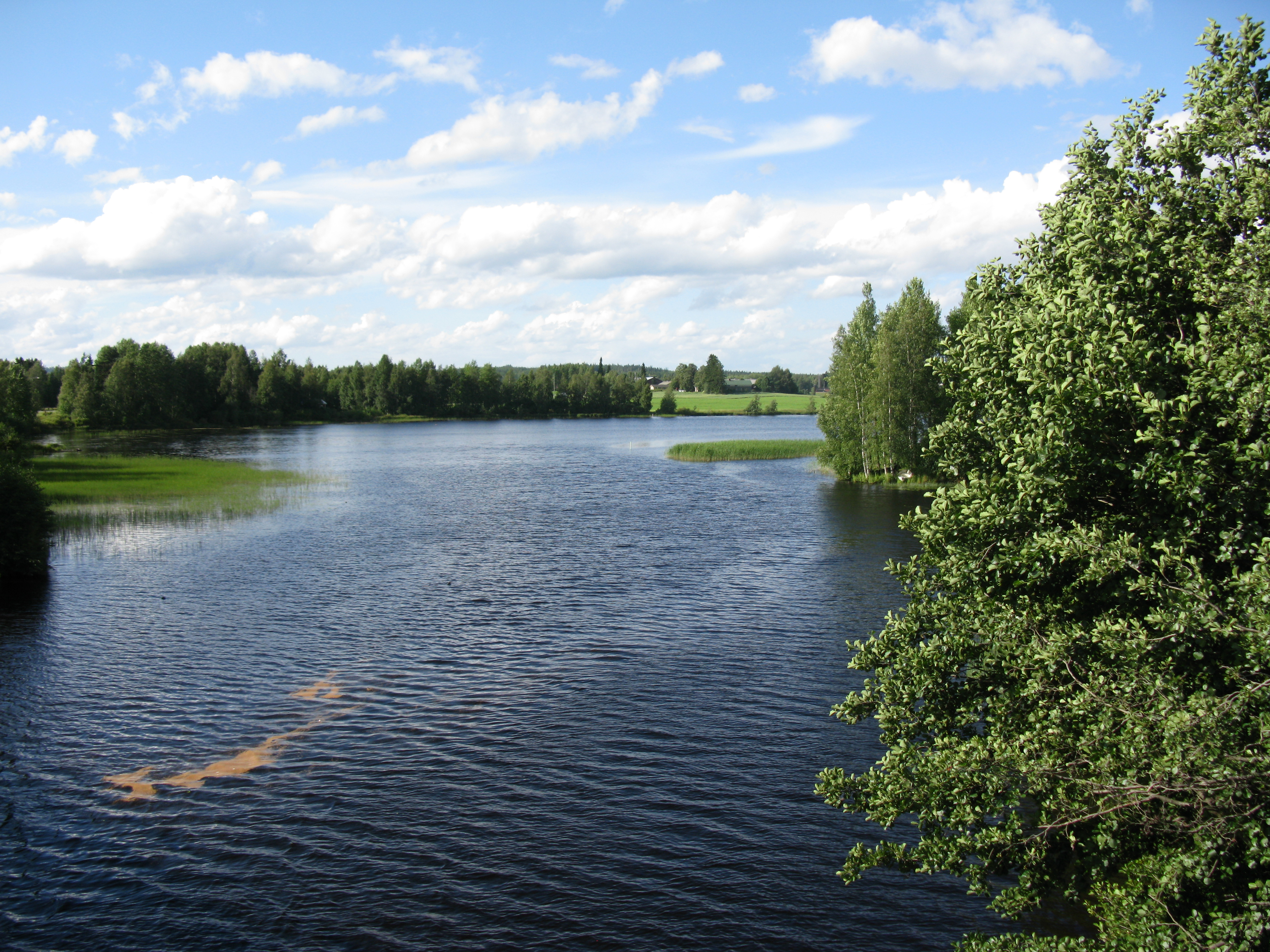
Koljonvirta tóvidék
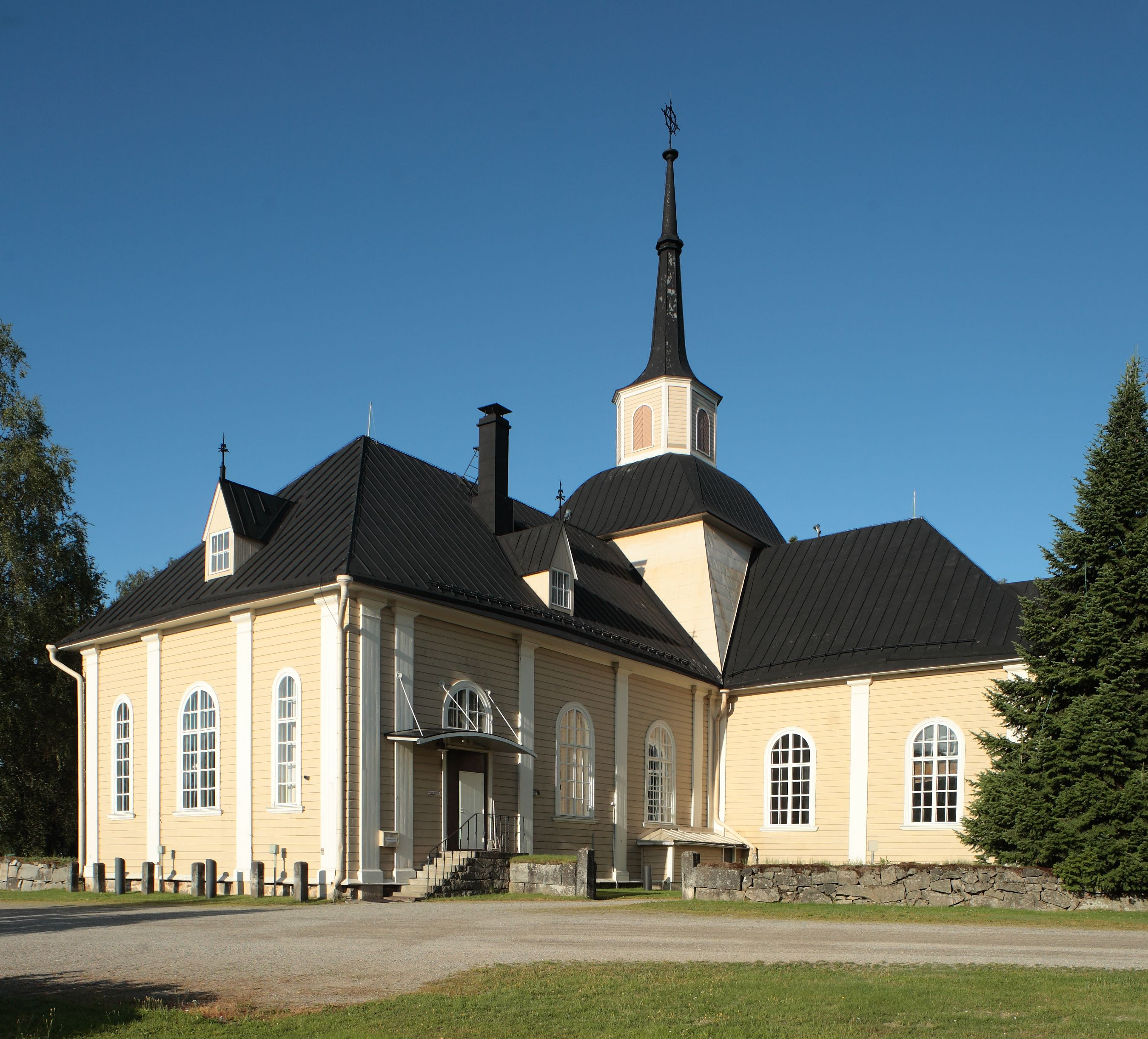
Gustave Adolphe által épített templom
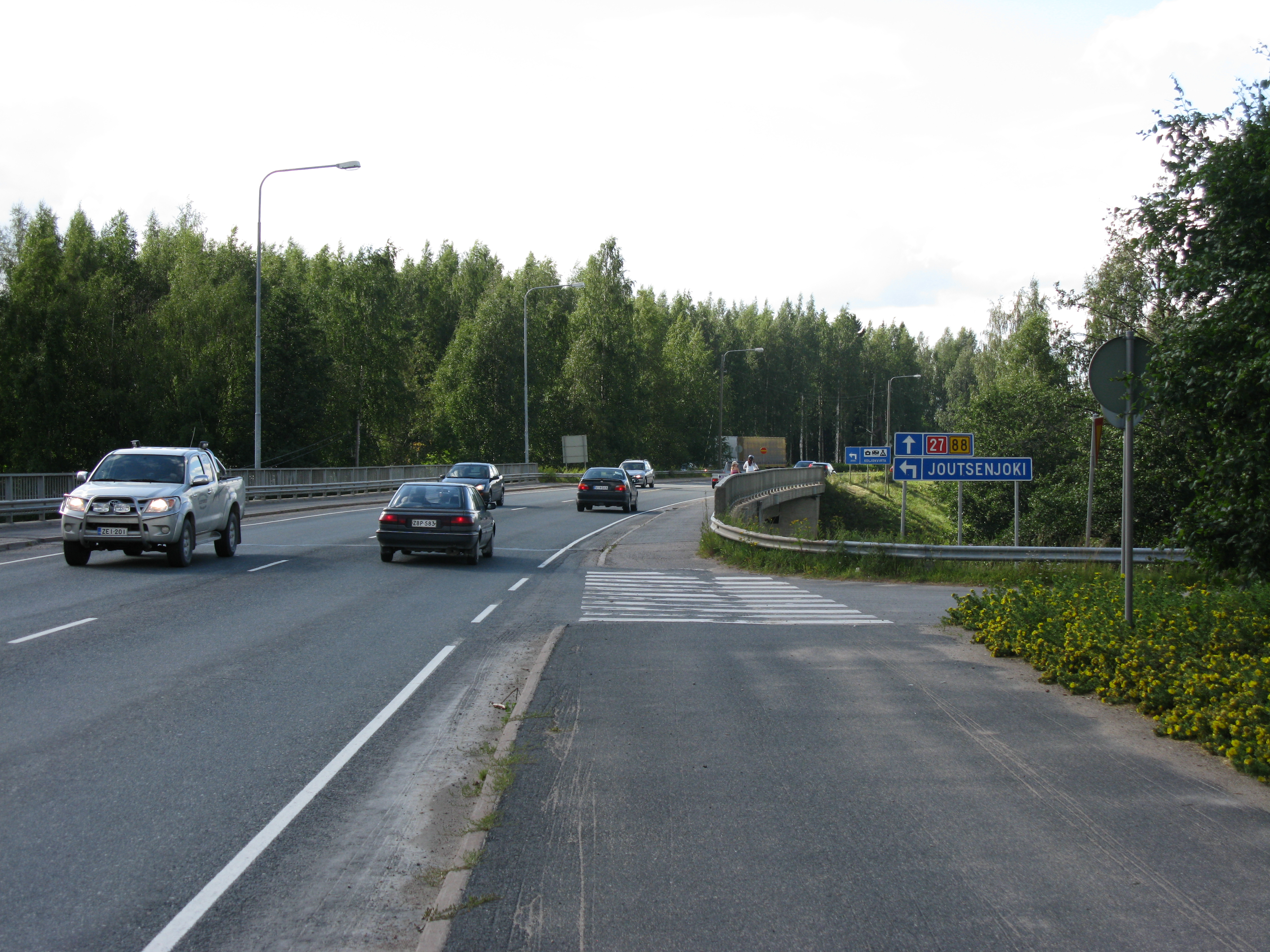
27. főút
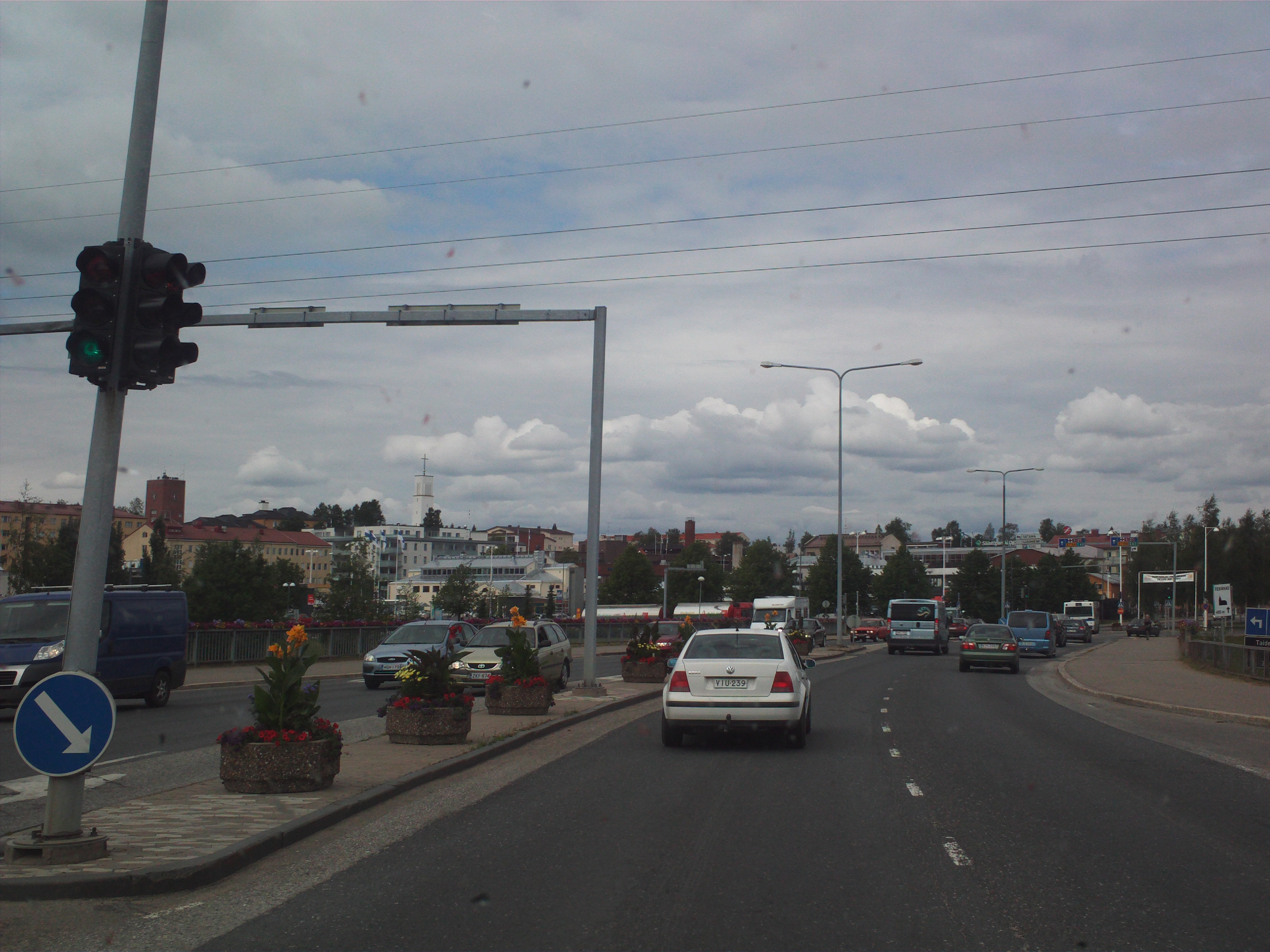
Városkép
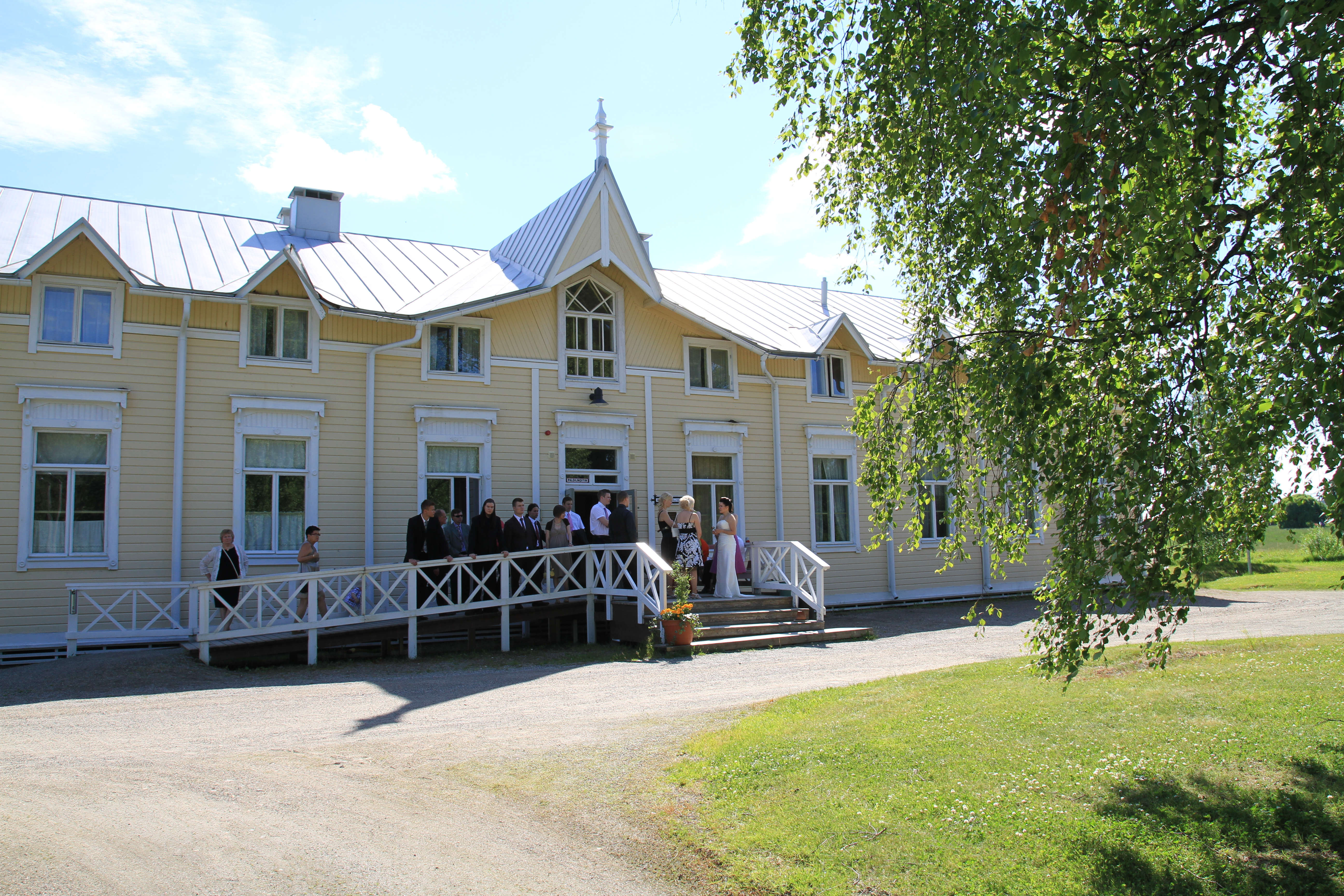
Uszoda és wellness-központ

## Fordítás
Ez a szócikk részben vagy egészben  az   Iisalmi című finn Wikipédia-szócikk fordításán alapul.  Az eredeti cikk szerkesztőit annak laptörténete sorolja fel. Ez a jelzés csupán a megfogalmazás eredetét és a szerzői jogokat jelzi, nem szolgál a cikkben szereplő információk forrásmegjelöléseként.